# اکیانگی
اکیانگی (به لاتین: Akkyungey) یک منطقهٔ مسکونی در قرقیزستان است که در استان اوش واقع شده‌است.

## خصوصیات
اکیانگی ۲٬۰۷۳ متر بالاتر از سطح دریا واقع شده‌است.